# Goniophlebium microrhizoma
Goniophlebium microrhizoma är en stensöteväxtart som först beskrevs av C. B. Cl., och fick sitt nu gällande namn av Richard Henry Beddome. Goniophlebium microrhizoma ingår i släktet Goniophlebium och familjen Polypodiaceae. Inga underarter finns listade.